# 메타 러너
메타 러너(Meta Runner, 시즌 3의 명칭: Meta Runner: The Final Season)는 루크와 케빈 러드위차굴 형제가 만든 호주 컴퓨터 애니메이션 e스포츠 사이버펑크 공상과학 코미디 시리즈이다. 글리치 프로덕션(Glitch Productions)에서 제작하고 스크린 오스트레일리아(Screen Australia)에서 제작비를 제공했고, 크런치롤 및 AMD의 지원, 에픽게임즈와 공동으로 자금을 조달했다. 2019년 7월 25일 유튜브에서 초연되었으며 시즌 2와 3은 2020년 10월 16일 GLITCH 채널에서 초연되었다. 시즌 3와 마지막 시즌은 2022년 7월 22일에 초연되었다.
이 시리즈는 엔터테인먼트와 라이프스타일이 비디오 게임과 e스포츠를 기반으로 하는 미래 사회에서 진행된다. 이 사회에서 최고의 게이머는 "메타 러너"로 알려져 있으며, 이들 중 다수는 게임 플레이 성능을 최적화하기 위해 자신의 팔 중 하나를 "메타 러너" 팔이라고도 하는 사이버네틱 팔로 교체한다. 이 시리즈는 비디오 게임 내에서 워프할 수 있는 능력이 있음을 발견하고 부패한 회사 TAS Corp를 폭로하는 임무에서 MD-5라는 비밀 그룹을 발견하고 돕는 기억 상실증 사이보그 소녀 타리(Tari)에 초점을 맞춘다.
이 프로그램에서 같은 이름의 가상 비디오 게임을 기반으로 하는 울트라 점프 매니아(Ultra Jump Mania)라는 제목의 스핀오프 쇼 파일럿이 2020년 9월 4일에 출시되었다. 그러나 2023년 7월 기준으로 정식 공개되지 않았다.

## 오프닝 테마
- "Always Running" (퍼포먼스: Matthew Guerra, S1)
- "Only Up" (퍼포먼스: Lizz Robinett, S2)

## 엔딩 테마
- "Breeze" (퍼포먼스: KIMI, S1)
- "Steady" (퍼포먼스: Matthew Guerra, S2)
- "Trade" (퍼포먼스: Matthew Guerra and Lizz Robinett, S3)
- "BlueJay" (퍼포먼스: Lizz Robinett, S3E08)